# Olympia (ciclismo)
La Olympia fu una squadra italiana di ciclismo su strada maschile, attiva nel professionismo in tre periodi dal 1926 al 1941.
Patrocinata dall'azienda milanese di biciclette Cicli Olympia, fu attiva come squadra professionistica in otto distinte stagioni, venendo invitata a sette edizioni del Giro d'Italia; i principali risultati arrivarono con Arturo Bresciani, terzo al Giro d'Italia 1926, Enrico Mollo, secondo al Giro d'Italia 1940, e Pietro Chiappini, vincitore della Milano-Torino 1941. Vestirono la maglia bianco-nera Olympia anche Gaetano Belloni, Luigi Marchisio, Raffaele Di Paco, Giovanni Valetti e lo spagnolo Vicente Trueba.

## Cronistoria

### Annuario
| Anno | Codice | Nome           | Cat. | Biciclette | Dirigenza |
| ---- | ------ | -------------- | ---- | ---------- | --------- |
| 1926 | -      | Olympia-Dunlop | Pro  | Olympia    |           |

| Anno | Codice | Nome    | Cat. | Biciclette | Dirigenza |
| ---- | ------ | ------- | ---- | ---------- | --------- |
| 1932 | -      | Olympia | Pro  | Olympia    |           |
| 1933 | -      | Olympia | Pro  | Olympia    |           |
| 1934 | -      | Olympia | Pro  | Olympia    |           |

| Anno | Codice | Nome    | Cat. | Biciclette | Dirigenza |
| ---- | ------ | ------- | ---- | ---------- | --------- |
| 1938 | -      | Olympia | Pro  | Olympia    |           |
| 1939 | -      | Olympia | Pro  | Olympia    |           |
| 1940 | -      | Olympia | Pro  | Olympia    |           |
| 1941 | -      | Olympia | Pro  | Olympia    |           |

## Palmarès

### Grandi Giri
- Giro d'Italia

Partecipazioni: 7 (1926, 1932, 1933, 1934, 1938, 1939, 1940)
Vittorie di tappa: 1
1938: 1 (Leo Amberg)
Vittorie finali: 0
Altre classifiche: 0
- Tour de France

Partecipazioni: 0
- Vuelta a España

Partecipazioni: 0